# Melløsstadion
Het Melløsstadion is een multifunctioneel stadion in Moss, een stad in Noorwegen. Het stadion is vernoemd naar de wijk waar het stadion ligt, Melløs.
In het stadion is plaats voor 9.410 toeschouwers en werd geopend in 1939.
Het stadion wordt vooral gebruikt voor atletiek- en voetbalwedstrijden, de voetbalclub Moss FK maakt gebruik van dit stadion. Het stadion werd ook gebruikt voor het Europees kampioenschap voetbal mannen onder 19 van 2002. Er werden twee groepswedstrijden gespeeld. In 1968 werden hier de nationale atletiekkampioenschappen gehouden.